# Pantasilea Baglioni
Pantasilea Baglioni (Perugia, 1476 – 1537) è stata la reggente della Signoria di Pordenone e della contea di Alviano dal 1515 al 1529.

## Biografia

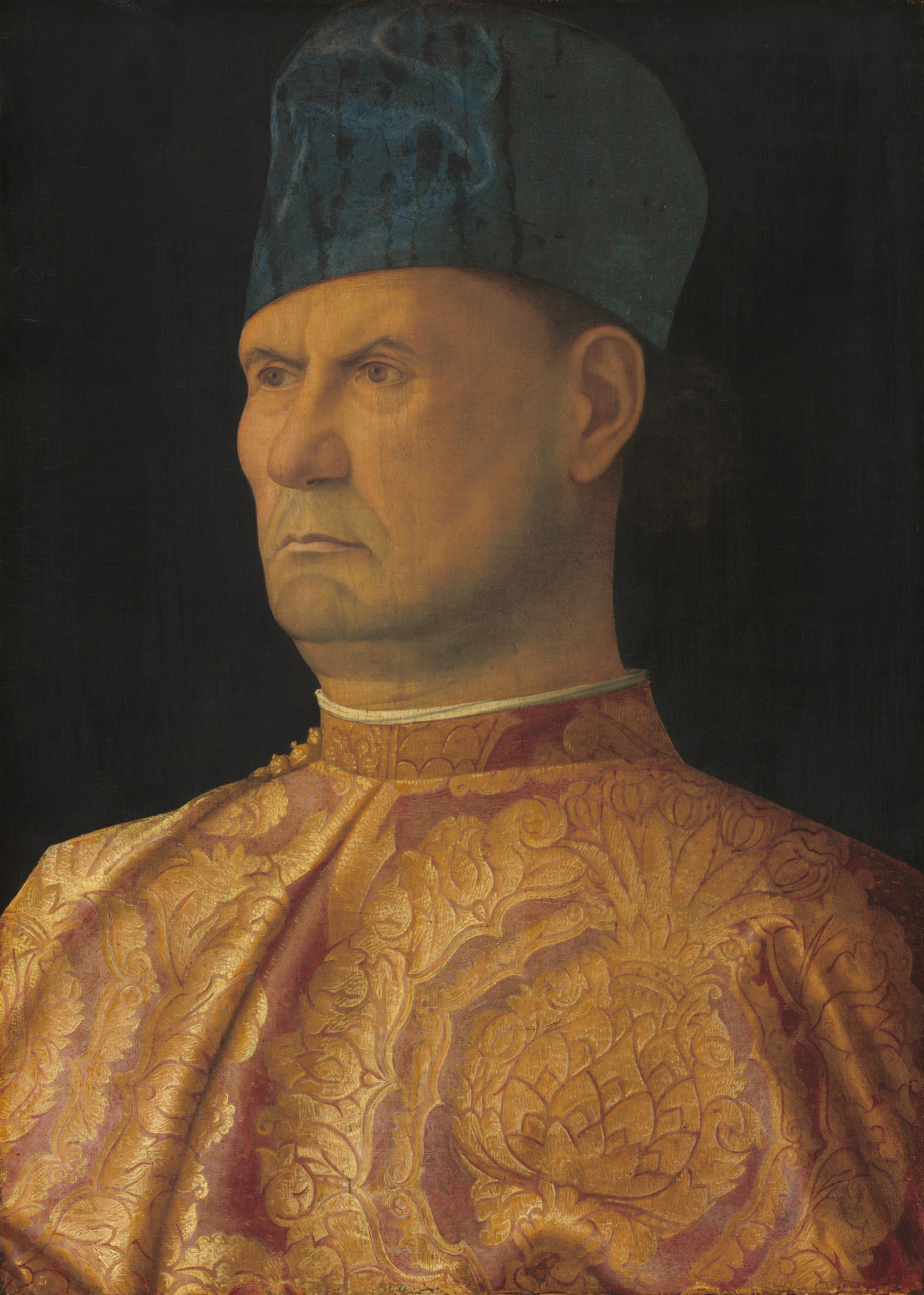
Presunto ritratto di Bartolomeo d'Alviano di Giovanni Bellini.

### Perugia

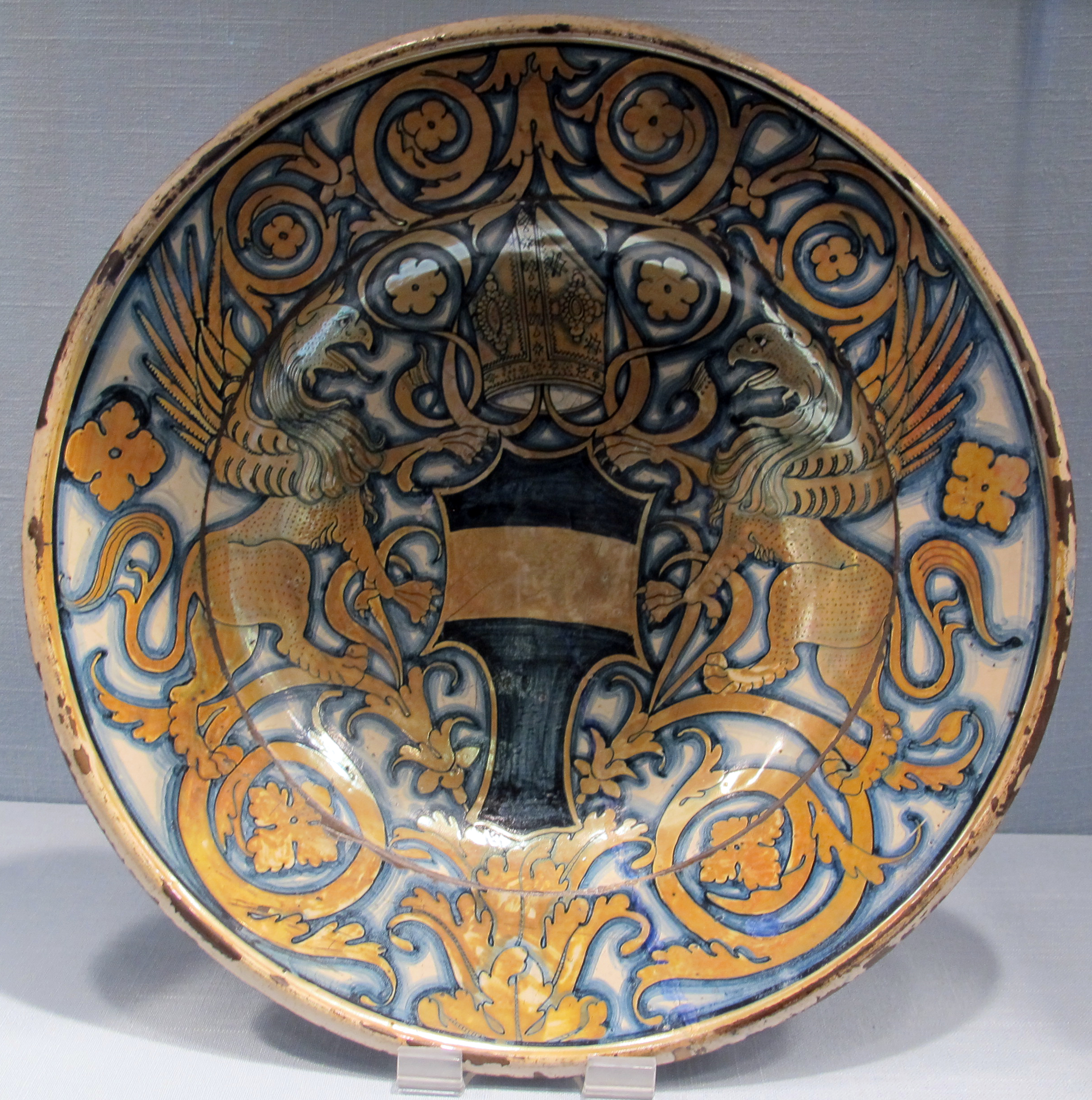
Piatto del 1520 con lo stemma della famiglia Baglioni

Pantasilea nacque a Perugia nel 1476 sotto il cognome della più importante famiglia della città, i Baglioni, ovvero la famiglia che aveva il controllo di Perugia dal 1438. Era figlia di Rodolfo I Baglioni e Francesca Baglioni; inoltre, era sorella di Giampaolo Baglioni, colui che avrebbe preso nel 1500, fino all'anno della propria morte, il controllo della Signoria di Perugia. Tuttavia, dell'infanzia di Pantasilea non si conosce nulla, così la sua storia ha nascita nel 1497, ovvero l'anno in cui si cominciò a documentare la sua vita, quando il noto condottiero Bartolomeo d'Alviano si sposò per la seconda volta con la stessa Pantasilea.

### Le nozze con Bartolomeo d'Alviano
Con le nozze, Pantasilea diventò la consorte del conte di Alviano e, più tardi, della signoria di Pordenone.  La vita di Pantasilea, infatti, si lega al potere del coniuge.

### La Signoria di Pordenone e la reggenza di Pantasilea
In seguito ad altre grandi battaglie legate alla carriera militare di Bartolomeo d'Alviano, Bartolomeo intraprese, per conto della Repubblica di Venezia, un'importante campagna militare in Friuli contro le truppe dell'imperatore austriaco Massimiliano I d'Asburgo: su comando dello stesso condottiero, le truppe veneziane entrarono a Pordenone il 20 aprile del 1508, grazie alla resa incondizionata dell'armata imperiale austriaca. Nonostante ciò, Venezia non governò direttamente la città, perché la medesima Repubblica convenne che fosse meglio concedere la città in feudo a Bartolomeo d'Alviano, il quale la resse come piccola signoria. 
Pantsilea morì nel 1537.

### Discendenza
Nel 1514, dalle nozze fra Pantasilea e Bartolomeo, nacque il figlio Livio.  Nel 1515 morì in battaglia a Ghedi il consorte di Pantasilea, così ottenne la reggenza del figlio sulla signoria di Pordenone e sulla contea d'Alviano,  ovvero i domini di Bartolomeo che spettavano al figlio Livio, che alla morte del padre aveva appena 1 anno di vita. Nel 1529 i domini, retti fino ad allora da Pantasilea, passarono nelle mani di Livio d'Alviano.

## Nella cultura di massa
Pantasilea Baglioni compare nella serie di videogiochi Assassin's Creed.